# فيلا ديستي

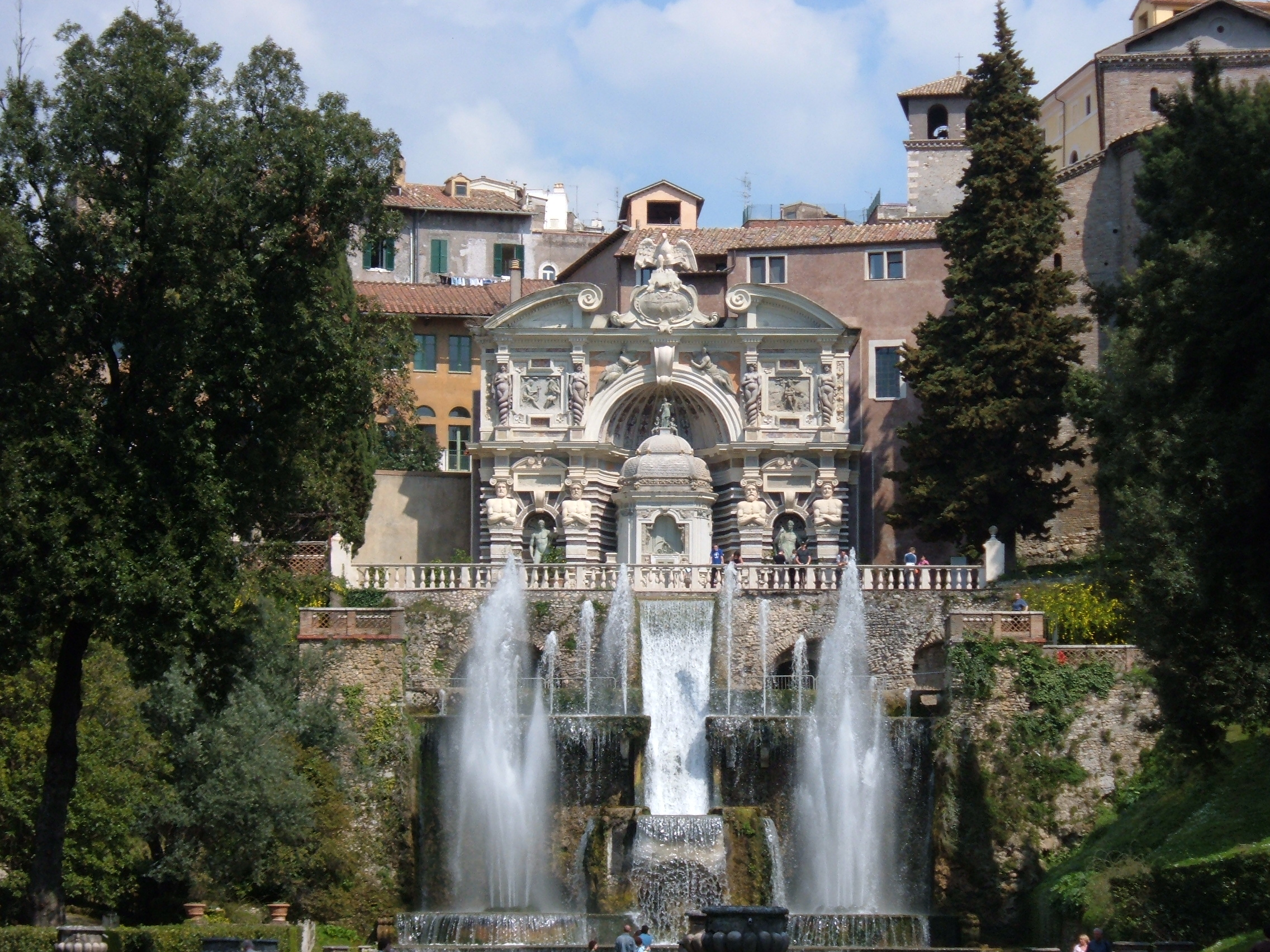
نافورة نبتون في حدائق فيلا ديستي.

فيلا ديستي هي فيلا تقع في تيفولي قرب روما في إيطاليا. أدرجت على قائمة اليونسكو للتراث العالمي وهو مثال رائع للعمارة في عصر النهضة وحدائق عصر النهضة الإيطالية.
حدائق النهضة الإيطالية

## معرض صور

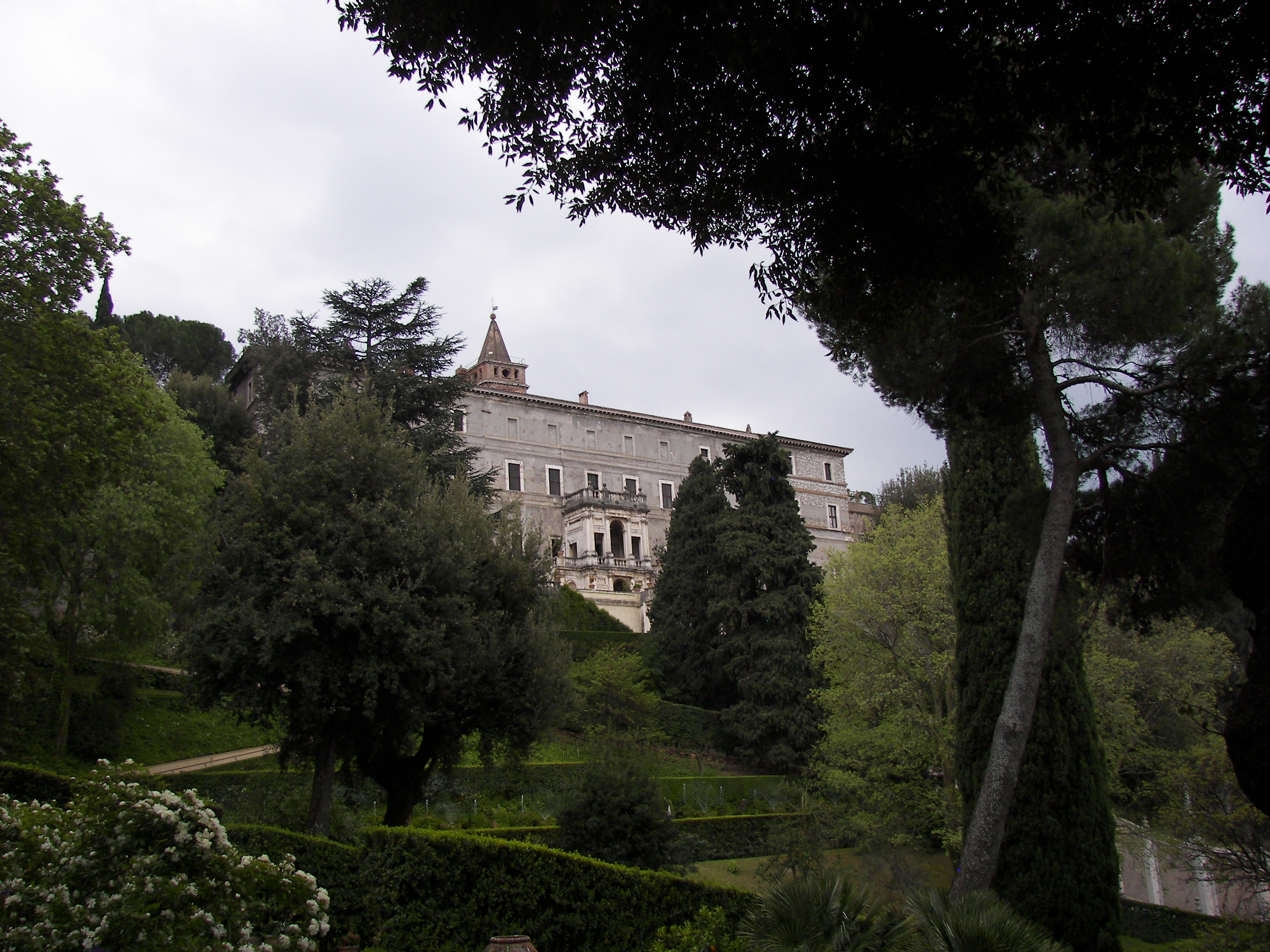
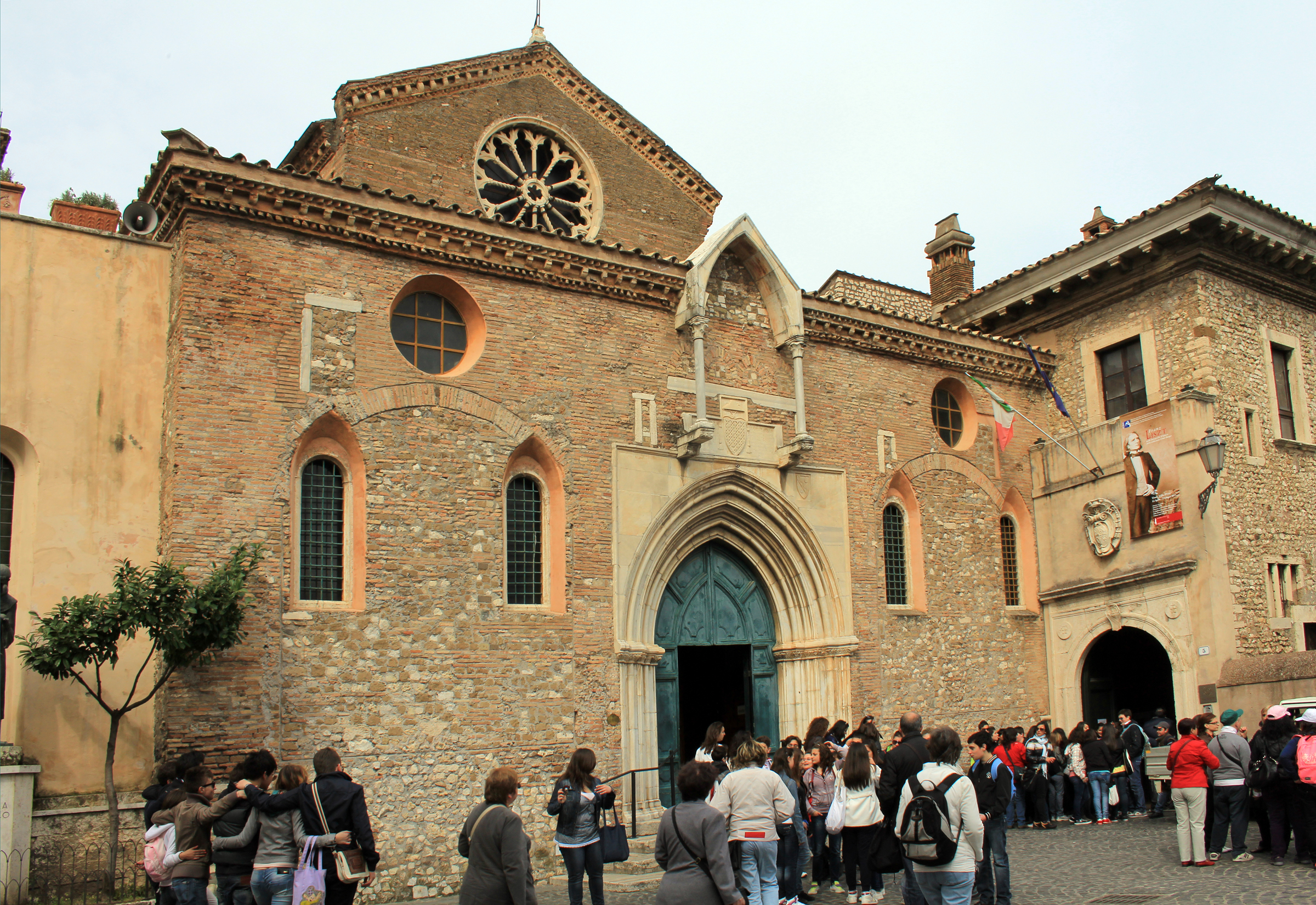
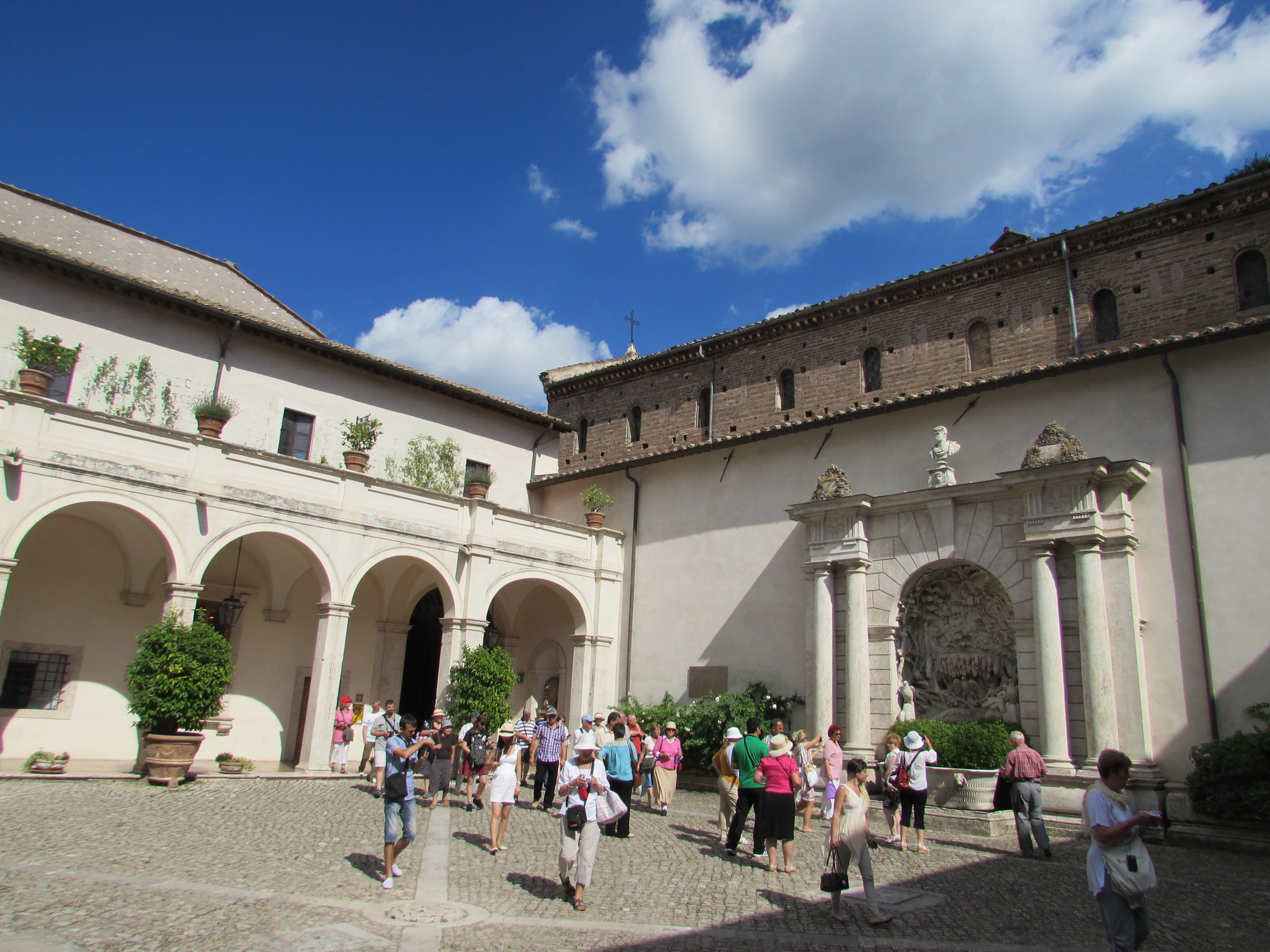
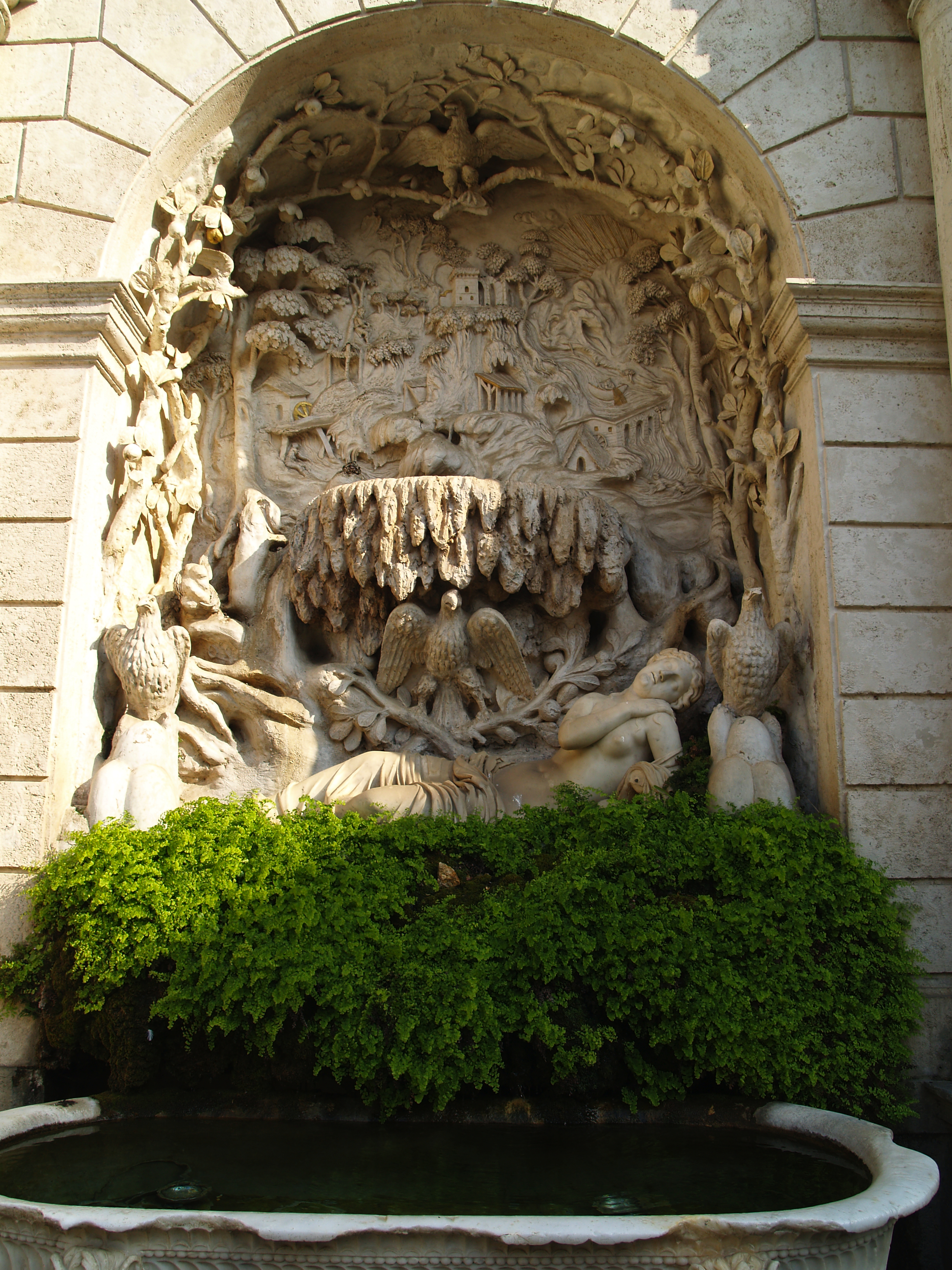